# العلاقات الألبانية الفيجية
العلاقات الألبانية الفيجية هي العلاقات الثنائية التي تجمع بين ألبانيا وفيجي.

## مقارنة بين البلدين
هذه مقارنة عامة ومرجعية للدولتين:
| وجه المقارنة                                              | ألبانيا                                                    | فيجي                                                                 |
| --------------------------------------------------------- | ---------------------------------------------------------- | -------------------------------------------------------------------- |
| المساحة (كم2)                                             | 28.75 ألف                                                  | 18.27 ألف                                                            |
| عدد السكان (نسمة)                                         | 3.02 مليون                                                 | 915.30 ألف                                                           |
| الكثافة السكانية (ن./كم²)                                 | 105.04                                                     | 50.1                                                                 |
| العاصمة                                                   | تيرانا                                                     | سوفا                                                                 |
| اللغة الرسمية                                             | اللغة الألبانية                                            | لغة إنجليزية، اللغة الفيجية، اللغة الفيجي الهندية، اللغة الهندستانية |
| العملة                                                    | ليك ألباني                                                 | دولار فيجي                                                           |
| الناتج المحلي الإجمالي (بليون دولار)                      | 13.04 مليار                                                | 5.06 مليار                                                           |
| الناتج المحلي الإجمالي (تعادل القوة الشرائية) بليون دولار | 33.17 مليار                                                | 8.32 مليار                                                           |
| الناتج المحلي الإجمالي الاسمي للفرد دولار أمريكي          | 3.94 ألف                                                   | 4.96 ألف                                                             |
| الناتج المحلي الإجمالي للفرد دولار أمريكي                 | 11.11 ألف                                                  | 8.79 ألف                                                             |
| مؤشر التنمية البشرية                                      | 0.764                                                      | 0.727                                                                |
| رمز المكالمات الدولي                                      | +355                                                       | +679                                                                 |
| رمز الإنترنت                                              | .al                                                        | .fj                                                                  |
| المنطقة الزمنية                                           | توقيت وسط أوروبا، ت ع م+01:00، ت ع م+02:00، أوروبا/تيرانا ‏ | ت ع م+12:00                                                          |

## منظمات دولية مشتركة
يشترك البلدان في عضوية مجموعة من المنظمات الدولية، منها:
| علم المنظمة | اسم المنظمة                               | تاريخ انضمام ألبانيا | تاريخ انضمام فيجي |
| ----------- | ----------------------------------------- | -------------------- | ----------------- |
|             | الاتحاد البريدي العالمي                   | ?                    | ?                 |
|             | مؤسسة التنمية الدولية                     | 15 أكتوبر 1991       | 29 سبتمبر 1972    |
|             | منظمة حظر الأسلحة الكيميائية              | ?                    | ?                 |
|             | منظمة التجارة العالمية                    | ?                    | ?                 |
|             | الأمم المتحدة                             | 14 ديسمبر 1955       | 13 أكتوبر 1970    |
|             | وكالة ضمان الاستثمار متعدد الأطراف        | 15 أكتوبر 1991       | 24 سبتمبر 1990    |
|             | منظمة الشرطة الجنائية الدولية             | ?                    | ?                 |
|             | مؤسسة التمويل الدولية                     | 15 أكتوبر 1991       | 12 يوليو 1979     |
|             | الاتحاد الدولي للاتصالات                  | 2 يونيو 1922         | 5 مايو 1971       |
|             | البنك الدولي للإنشاء والتعمير             | 15 أكتوبر 1991       | 28 مايو 1971      |
|             | المركز الدولي لتسوية المنازعات الاستشارية | 14 نوفمبر 1991       | 10 سبتمبر 1977    |
|             | يونسكو                                    | 16 أكتوبر 1958       | 14 يوليو 1983     |

## وصلات خارجية
- موقع وزارة الخارجية الألبانية
- موقع وزارة الخارجية الفيجية